# ゲツセマネの祈り (ティツィアーノ)
『ゲツセマネの祈り』（伊: La Orazione nell’orto, 西: La Oración en el Huerto, 英: The Agony in the Garden）は、ルネサンス期のヴェネツィア派の巨匠ティツィアーノ・ヴェチェッリオが1558年から1562年に制作した絵画である。油彩。主題は『新約聖書』の福音書で語られているイエス・キリストのゲツセマネの園での祈り（ゲツセマネの祈り）から取られている。夜景画として描かれている。スペイン国王フェリペ2世の発注によって制作された作品で、《ポエジア》連作の１つ『エウロペの略奪』（Ratto di Europa）とともに発送された。現在はマドリードのプラド美術館に所蔵されている。またエル・エスコリアル修道院に類似したバージョンが所蔵されている。

## 主題
「マタイによる福音書」26章、「ルカによる福音書」22章、「マルコによる福音書」14章、「ヨハネによる福音書」18章によるとイエスは最後の晩餐ののち、3人の使徒、聖ペテロ、聖ヤコブ、聖ヨハネをともない、祈りのためにオリーブ山のゲツセマネの園を訪れた。イエスはすでにイスカリオテのユダの裏切りと自らの運命を知っていた。イエスはひどく苦しんで目を覚ますと、使徒たちから少し離れて立ち、神に「この杯を通り過ぎさせてください」と願った。しかししばらくしてイエスは神の意志を認め、「わが父よ、どうしてもこの杯を飲むよりほかに道がないのでしたら、どうか御心どおりに行われますように」と願った。イエスが祈りを3回行う間に使徒たちは眠ってしまったが、天国から御使いが現れてキリストに力を授け、イエスはますます熱心に祈った。やがてイスカリオテのユダが松明や武器を持った兵やパリサイ人を引き連れてやって来て、キリストを捕縛した。

## 制作経緯
フェリペ2世は1558年7月13日、ティツィアーノに「ゲツセマネの祈り」を完成させるよう促したことが知られている。ティツィアーノはその1年後に完成させることを約束したが、実際に完成した作品のは4年後の1562年4月であり、《ポエジア》連作の1つで現在イザベラ・スチュワート・ガードナー美術館に所蔵されている『エウロペの略奪』とともにに送られた。おそらく翌1563年、ティツィアーノはさらに同主題の別の絵画をフェリペ2世に送ったと考えられている。この2つの作品がプラド美術館とエル・エスコリアル修道院のバージョンであることは疑いないものの、『エウロペの略奪』とともに送られた作品がどちらのバージョンなのかは明らかではない。

## 作品

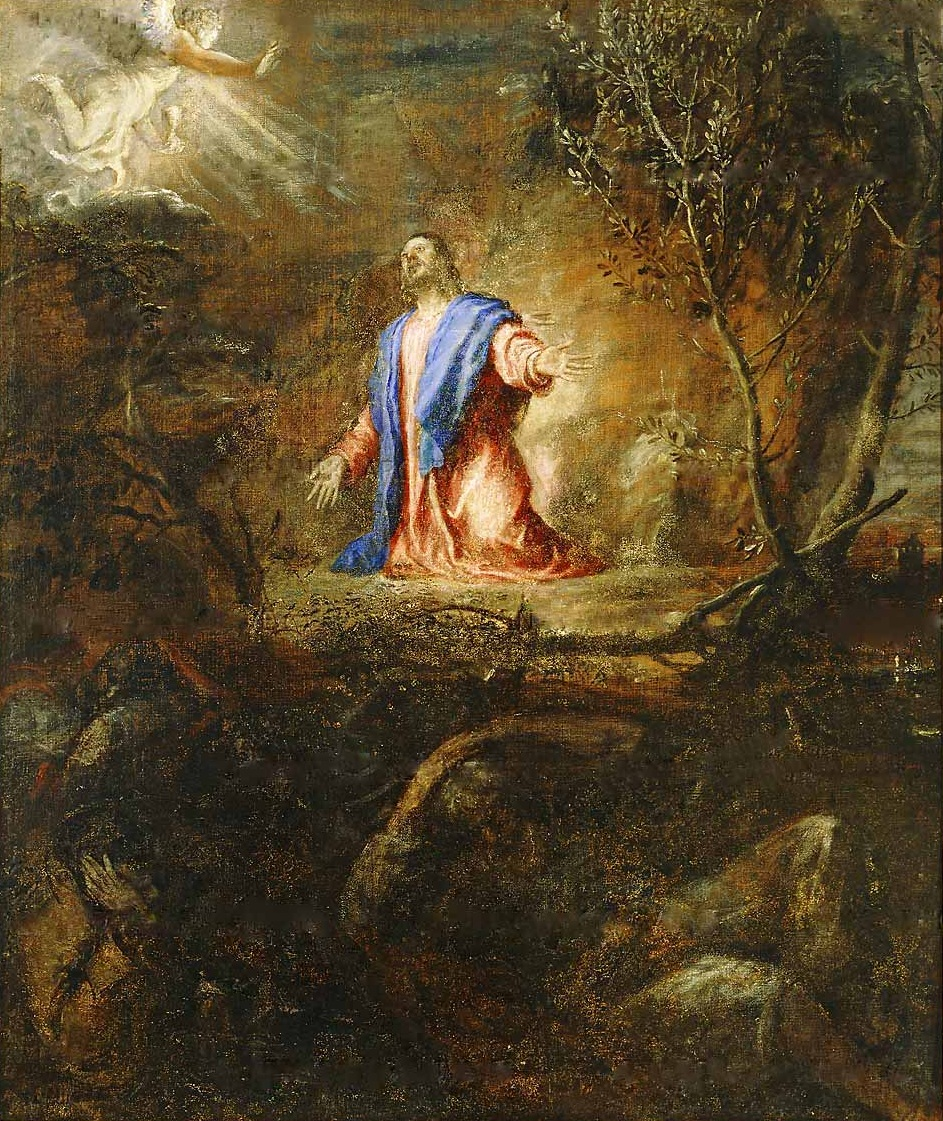
ティツィアーノ・ヴェチェッリオの1561年頃の作品『ゲツセマネの祈り』。前景には兵士でなく眠っている使徒たちが描かれている。エル・エスコリアル修道院所蔵。

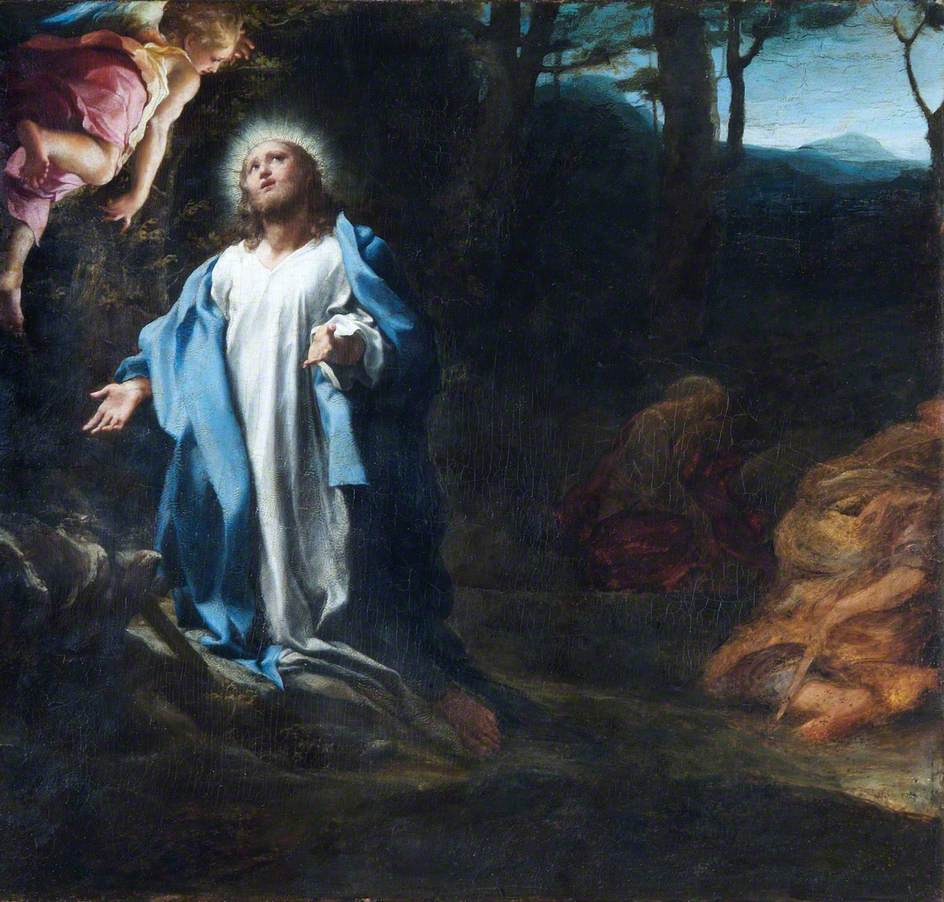
コレッジョの1524年頃の作品『ゲツセマネの祈り』。アプスリー・ハウス所蔵。

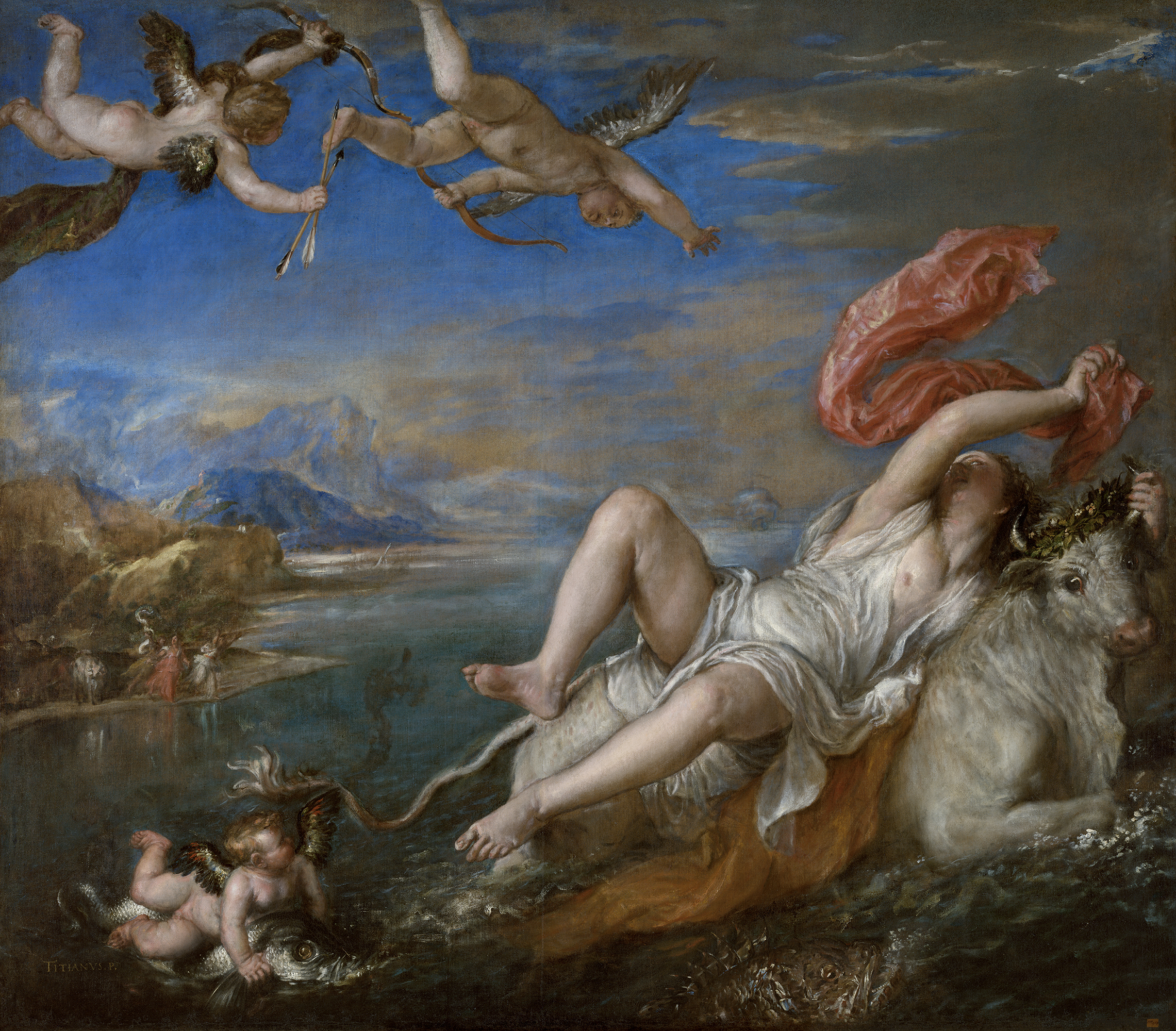
《ポエジア》連作の1つ『エウロペの略奪』。1559年から1562年。イザベラ・スチュワート・ガードナー美術館所蔵。

ティツィアーノは夜のゲツセマネの園で、ひざまずいて苦悩するキリストを描いている。画面は大きく上下に分かれ、キリストの姿は画面上中央のオリーブ山中に小さく描かれている。キリストの頭上に天使の姿はなく、夜空に現れた神秘的な光のみで表現されている。画面下ではキリストを捕縛するため兵士たちが犬を従えて接近している。兵士たちはいずれも同時代的な武装をしている。先頭の兵士は右手に槍を持ち、左手にランタンを持っているが、このランタンは空の神秘的な光とともに画面の数少ない光源の1つとなっている。後方の兵士もやはり右手に槍を持ち、左手には赤地に大きな黒い蠍が描かれた盾を装備している。
プラド美術館とエル・エスコリアル修道院のバージョンは構図的に類似しているが、描かれている場面はそれぞれ福音書の記述の異なる箇所に基づいている。すなわちプラド美術館のバージョンは捕縛される直前のキリストを描いているのに対して、エル・エスコリアル修道院のバージョンはキリストの祈りに焦点を当てている。エル・エスコリアル版ではキリストの頭上に天使が現れているが、これは「ルカによる福音書」22章43節のみに言及されている。一方、ランタンを持った兵士を描いているプラド版は、場面を明確に夜間に設定した「ヨハネによる福音書」18章3節に基づいている。
ティツィアーノはおそらくパルマ派の画家コレッジョが1524年頃に制作した『ゲツセマネの祈り』（La Orazione nell’orto）から影響を受けている。コレッジョは同主題を夜明け前の出来事として描いている。一方、ティツィアーノは本作品よりも20年以上前の1531年頃に、イザベラ・デステのために制作した『聖ヒエロニムスの悔悛』（San Girolamo penitente）で、悔悛の場面を夜間に設定して描いている。16世紀のイタリアの芸術理論家ジョバンニ・バティスタ・アルメニーニの『絵画芸術の真の規範について』（De' veri precetti della pigtura, 1586年）やジャン・パオロ・ロマッツォの『絵画芸術に関する学術書』（Trattato dell'Arte della Pittura, 1584年）では、夜景画は独立した光源を持ち、光の効果を卓越した技量によって描いたものとしており、ティツィアーノをコレッジョとともに夜景画の卓越した実践者として位置づけている。ティツィアーノの『聖ヒエロニムスの悔悛』は明確な光源を持たないため、アルメニーニやロマッツォの芸術理論的な意味における夜景画とは考えられていないが、ティツィアーノが夜景画に対して比較的早くから関心を持っていたことを示している。現代では美術史家フランチェスコ・ヴァルカノーヴァ（Francesco Valcanover）やロドルフォ・パルッキーニが、本作品をイエズス会教会のために制作されたティツィアーノの『聖ラウレンティウスの殉教』（Martirio di san Lorenzo, 1548年から1559年の間）と結びつけ、1550年代末のティツィアーノが光の効果に対して強い関心を持っていたことを指摘している。
X線撮影を用いた科学的調査によると、当初の構想ではキリストの位置はもっと傾き、画面下の犬の頭部もわずかに下を向かせていたが、ティツィアーノはこれらの点に変更を加えている。
フィレンツェのウフィツィ美術館に所蔵されているひざまずいたキリストの素描は、プラド版とエスコリアル版の『ゲツセマネの祈り』と関連づけられているが、美術史家ハロルド・エドウィン・ウェゼイはこの素描をティツィアーノの作とは考えなかったため、『ゲツセマネの祈り』と結びつけることを否定している。ただし、素描に描かれたキリスト像はX線撮影で明らかになった当初のキリスト像と類似しており、また素描の裏側には《ポエジア》連作の1つ『ペルセウスとアンドロメダ』（Perseo e Andromeda）のアンドロメダが描かれていることから、本作品と年代的に近いことが指摘されている。

## 来歴
スペインに届けられた絵画は1574年にフェリペ2世によってエル・エスコリアル修道院に送られ、聖具室の前室に設置された。その後、約250年以上もの間同じ場所に置かれたのち、1837年にプラド美術館に収蔵された。

## 影響
夜景画として描かれた本作品はヴェネツィア絵画、とりわけヤコポ・バッサーノとフランチェスコ・バッサーノ、ティントレットに大きな影響を与えた。ティントレットが1578年から1580年頃にヴェネツィアのサント・ステファノ教会のために制作した『ゲツセマネの祈り』（La Orazione nell’orto）はエル・エスコリアル修道院のバージョンについて知っていたことを示している。

## ギャラリー
ティツィアーノの関連作品

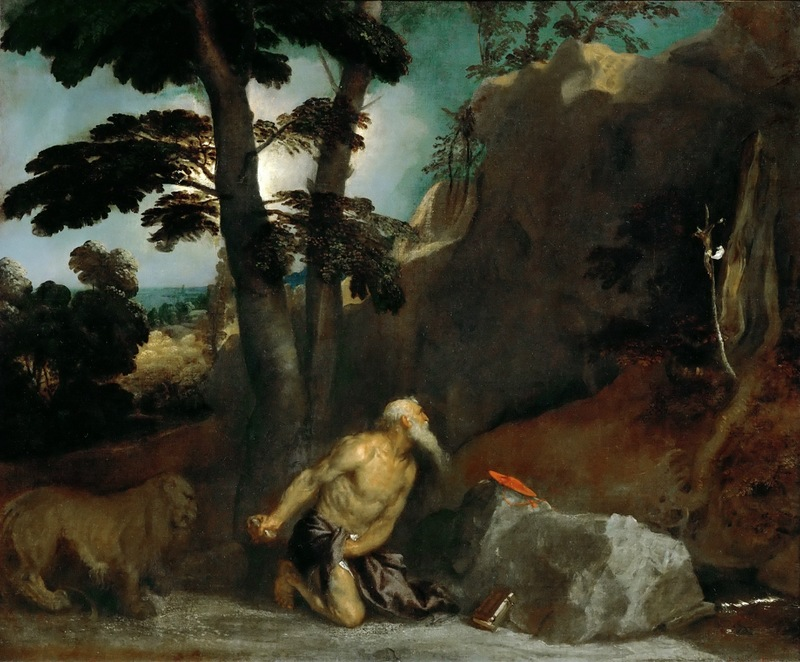
『聖ヒエロニムスの悔悛』1531年頃 ルーヴル美術館所蔵
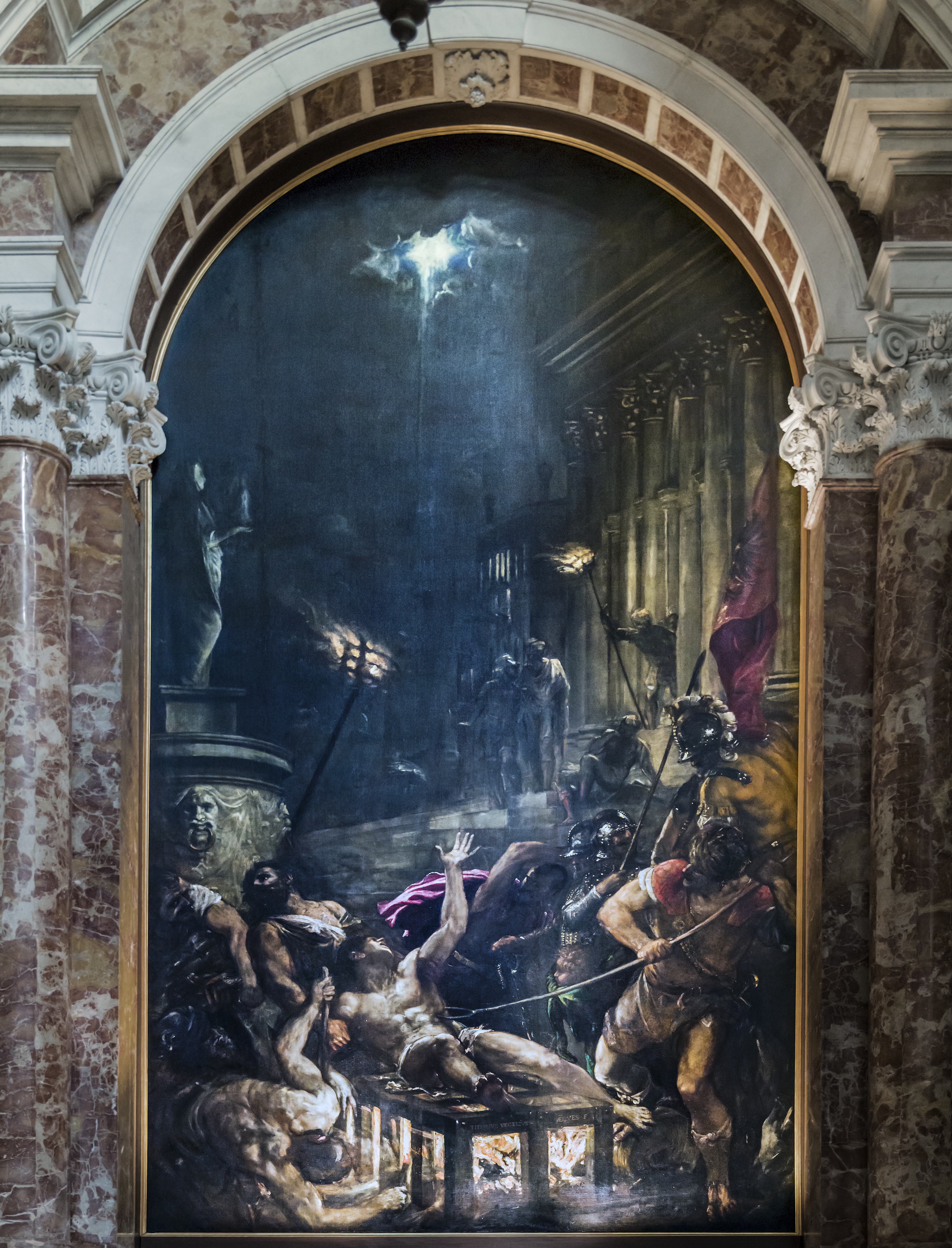
『聖ラウレンティウスの殉教』1548年から1559年の間 イエズス会教会（英語版）所蔵
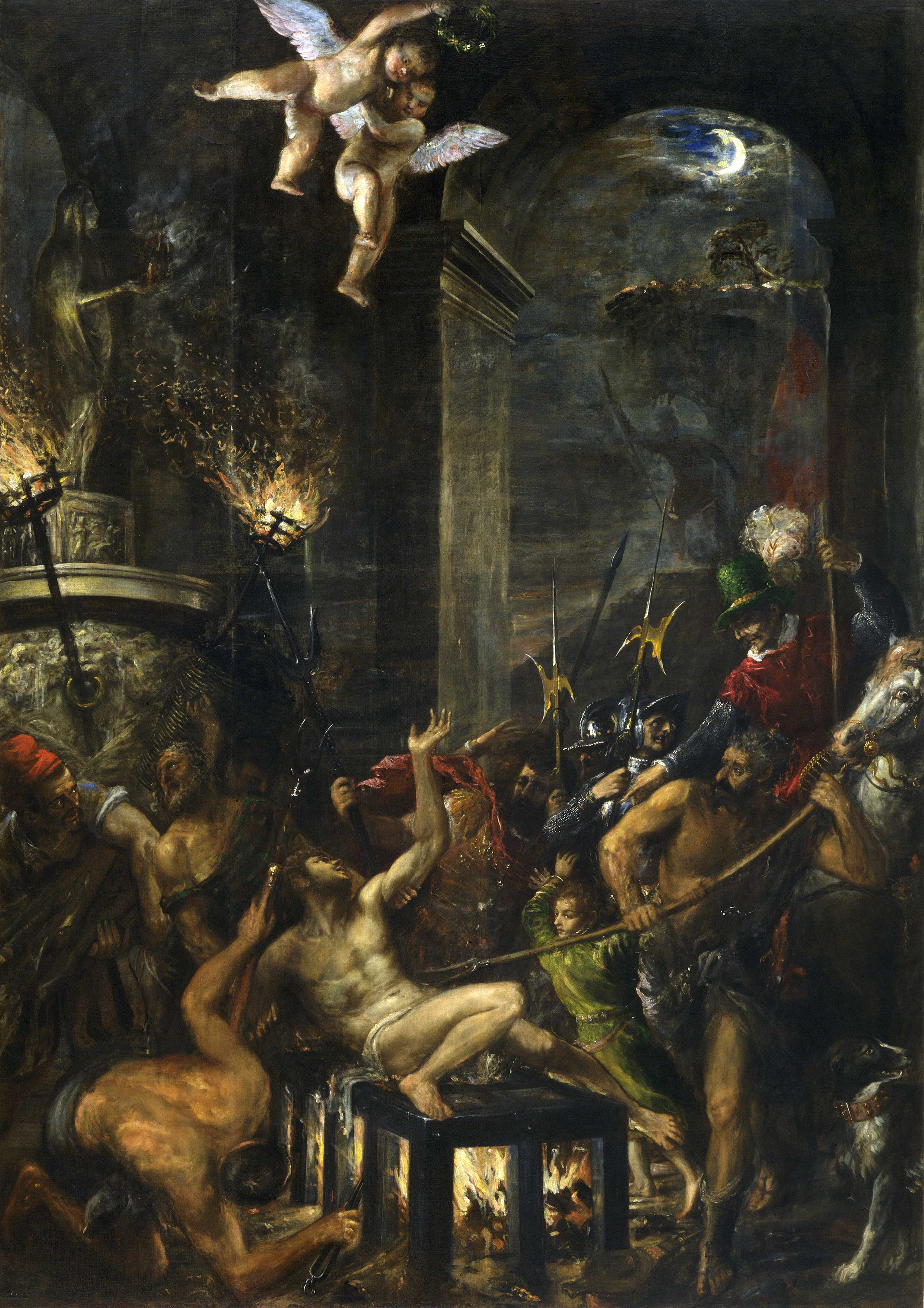
『聖ラウレンティウスの殉教』1564年から1567年の間 エル・エスコリアル修道院所蔵